# Miroslav Lažo
Miroslav Lažo, född 18 oktober 1977 i Bratislava, Slovakien, är slovakisk professionell ishockeyspelare som spelar för Malmö Redhawks i Allsvenskan.
Lažo har erfarenhet från bland annat slovakiska ligan, KHL samt tjeckiska Extraliga.

## Spelarkarriär
- HC Slovan Bratislava 1995-2001, 2007-2010
- HC Dukla Senica 1997-1998
- HK Trnava 1998-1999
- EV Regensburg 2000-2001
- MsHK Zilina 2001-2003, 2004-2005
- HC Kladno 2003-2004
- HC Košice 2005-2007
- Avtomobilist Jekaterinburg 2010-2011
- HC Banska Bystrica 2010-2011
- Malmö Redhawks 2011